# デイル・コイン・レーシング
デイル・コイン・レーシング (Dale Coyne Racing) は、アメリカ合衆国のレーシングチーム。オーナーは元レーサーであるデイル・コイン。現在はインディカー・シリーズに参戦している。

## 歴史
チームは1986年にシカゴ・ベアーズのハーフバックであったウォルター・ペイトンと共にペイトン・コイン・レーシング (Payton/Coyne Racing) として設立された。デビュー年度は自身で開発したシャシー、DC-1を走らせた。1988年になるとコインはドライバーを引退し、より若いドライバーを起用してチームのマネージメントに集中することとなった。
1997年、ミチェル・ジョルディンJr.が加入し、 STP Most Improved Driver を獲得した。
2000年にはタルソ・マルケス、黒澤琢弥、アレックス・バロン、ガルター・サレスの4名のドライバーを起用した。マルケスとバロンは共にシーズンの終了までにキャリアーでのベストの成績を記録した。バロンはオーストラリアおよびフォンタナで2位を記録し、優勝者のエイドリアン・フェルナンデス、クリスチャン・フィッティパルディを押さえてのファステストラップを記録している。
2009年にワトキンズ・グレン・インターナショナルでの一戦でジャスティン・ウィルソンによって参戦23年目にしてチーム初優勝。
2020年は日本のチーム郷と提携し、アレックス・パロウをドライバーに起用したが、パロウが2021年はチップ・ガナッシ・レーシングに移籍したのに伴い、提携は1年で終了した。
2021年はフォーミュラ1のシートを失ったロマン・グロージャンを起用、2度2位表彰台を獲得。
2022年はアンドレッティ・オートスポーツに移籍したグロージャンに替わって佐藤琢磨を起用する。

## 所属ドライバー

### 現シーズン（2023年）
- No.18  デイビッド・マルカス（英語版）（2022年 - ）
- No.51  スティング・レイ・ロブ（英語版）（2023年 - ）

### 過去の所属ドライバー
- デイル・コイン（英語版）（1984年 - 1989年, 1991年）
- トム・ビグロー（英語版） (1984年)
- ドミニク・ドブソン（1988年）
- フルヴィオ・バーラビオ（英語版）（1989年 - 1990年）
- グイド・ダッコ（1989年）
- トニー・ベッテンハウゼンJr.（英語版）（1989年）
- スコット・ハリントン（英語版）（1989年）
- ケン・ジョンソン（英語版）（1989年）
- ジョン・ポールJr.（1989年）
- ディーン・ホール（英語版）（1990年）
- ランディ・ルイス（英語版）（1991年）
- ロス・ベントレー（英語版）（1991年 - 1995年）
- デニス・ビトロ（英語版）（1991年 - 1993年, 1997年 - 1999年）
- バディ・ラジアー（英語版）（1991年, 1995年）
- ポール・トレーシー（1991年）
- コーネリアス・オイザー（1991年）
- マイケル・グリーンフィールド（英語版）（1991年）
- ジェフ・ウッド（英語版）（1991年）
- エリック・バシュラール（1992年 - 1993年, 1995年）
- ブライアン・ボナー（英語版）（1992年 - 1993年）
- ロビー・ブール（英語版）（1993年 - 1994年）
- ジョニー・アンサー（1993年 - 1994年）
- アレッサンドロ・ザンペドリ（1994年 - 1995年）
- マウロ・バルディ（1994年）
- アンドレア・モンテルミーニ（1994年）
- ブライアン・ティル（英語版）（1994年）
- フランク・フレオン（1995年）
- ロベルト・モレノ（1996年 - 1997年）
- ヒロ松下（1996年）
- ミチェル・ジョルディンJr. (1997 - 1999)
- クリスチャン・ダナー（1997年）
- ポール・ジャスパー（英語版）（1997年）
- チャーリー・ニアーバーグ（英語版）（1997年）
- ガルター・サレス（英語版）（1998年 - 2000年, 2003年）
- ルイス・ガルシアJr.（英語版）（1999年, 2001年）
- ミーモ・ギドリー（英語版）（1999年）
- 黒澤琢弥（2000年）
- アレックス・バロン（英語版）（2000年）
- タルソ・マルケス（2000年, 2004年 - 2005年）
- タウンゼント・ベル（2001年）
- ミハエル・クルム（2001年）
- アンドレ・ロッテラー（2002年）
- ジェフ・ボス（英語版）（2003年）
- ジョエル・カマティアス（2003年）
- ロベルト・ゴンザレス（英語版）（2003年）
- アレックス・スペラフィコ（2003年）
- アレックス・ユーン（2003年）
- オリオール・セルビア（2004年 - 2005年）
- ヤレック・ヤニス（2004年）
- ガストン・マッツァカーネ（2004年）
- ロニー・ブレマー（英語版）（2005年）
- ライアン・ダルジール（2005年）)
- リカルド・スペラフィコ（2005年）
- マイケル・ヴァリアンテ（2005年）
- ファン・カセレス（英語版）（2006年）
- ヤン・ヘイレン（英語版）（2006年）
- クリスチアーノ・ダ・マッタ（2006年）
- マリオ・ドミンゲス（2006年）
- アンドレアス・ウルツ（英語版）（2006年）
- ブルーノ・ジュンケイラ（2007年 - 2008年）
- キャサリン・レッグ（2007年）)
- マリオ・モラレス（英語版）（2008年）
- ジャスティン・ウィルソン（2009年, 2012年 - 2014年）
- トーマス・シェクター（2009年）
- ミルカ・デュノー（2010年）
- アレックス・ロイド（2010年）
- ジェームズ・ジェイクス（2011年）
- セバスチャン・ブルデー（2011年, 2017年 - 2019年）
- マイク・コンウェイ（2013年）
- アナ・ベアトリス（2013年）
- ステファン・ウィルソン（英語版）（2013年）
- ピッパ・マン（2013年 - 2018年）
- カルロス・ウエルタス（英語版）（2014年 - 2015年）
- トリスタン・ヴォーティエ（2015年, 2017年）
- フランチェスコ・ドラコーネ（英語版）（2015年）
- ロドルフォ・ゴンザレス（英語版）（2015年）
- ギャビー・チャベス（英語版）（2016年）
- RC エナーソン（英語版）（2016年）
- ルカ・フィリッピ（2016年）
- エステバン・グティエレス（2017年）
- コナー・デイリー（2015年 - 2016年, 2018年）
- ザカリー・クラマン・デメロ（英語版）（2018年）
- アレックス・パロウ（2020年）
- サンティノ・フェルッチ（2018年 - 2020年）

- エド・ジョーンズ（2017年、2021年）
- ロマン・グロージャン（2021年）
- ピエトロ・フィッティパルディ（2018年、2021年）
- コディ・ウェア（2021年）
- ライアン・ノーマン（2021年）
- 佐藤琢磨（2022年）